# Modesto Vegas
Modesto Vegas, foi um frei franciscano espanhol que nasceu no dia 24 de fevereiro de 1912 em La Serna na Espanha. Durante a Guerra Civil Espanhola, ele foi morto em 1936 em Lliçà d'Amunt, juntamente com os freis Alfonso Lopez, Dionisio Vicente, Pedro Rivera, Francisco Remón e Miguel Remón. O Papa João Paulo II em 2001, aprovou a sua beatificação, juntamente com 233 mártires.

## Biografia

### Vida e Martírio
Modesto Vegas nasceu no dia 24 de fevereiro de 1912 em La Serna na Espanha. Na juventude, entrou na Ordem dos Frades Menores Conventuais na cidade de Granollers.
Depois realizou seus estudos de filosofia e teologia na cidade de Ósimo na Itália, onde também foi ordenado sacerdote em 1934. Depois voltou para sua cidade natal de La Serna, exercendo suas atividades sacerdotais na paróquia da cidade. Durante a eclosão da perseguição religiosa da Guerra Civil Espanhola, se refugiou na casa de amigos, mas foi encontrado e fuzilado no dia 27 de julho de 1936 em Lliçà d'Amunt.

### Beatificação
Após a mortes dos religiosos conventuais, o bispo da Arquidiocese de Barcelona iniciou o processo de beatificação no dia 15 de outubro de 1953. Depois disto, o Papa João Paulo II aprova o seu martírio no dia 26 de março de 1999 e no dia 11 de março de 2001 beatifica 233 mártires, entre eles, os da Ordem Franciscana:
- Frei Alfonso Lopez
- Frei Dionisio Vicente
- Frei Pedro Rivera
- Frei Francisco Remón
- Frei Miguel Remón